# 丹基夫卡 (普里盧基區)
50°30′0″N 32°19′53″E / 50.50000°N 32.33139°E
丹基夫卡（烏克蘭語：Даньківка），是烏克蘭的村落，位於該國北部切爾尼戈夫州，由普里盧基區負責管轄，始建於1800年，面積0.82平方公里，海拔高度125米，2001年人口178，人口密度每平方公里216.3人。